# Войковское сельское поселение (Первомайский район)
Войковское се́льское поселе́ние (укр. Войковське сільське поселення, крымскотат. Айбар кой юрту, Aybar köy yurtu) — муниципальное образование в составе Первомайского района Республики Крым России.

## География
Поселение расположено в южной части района, в степном Крыму, в верховье балки Чатырлык, примыкая на юго-западе к Сакскому району. Граничит на западе с Сусанинским и Сары-Башским, на севере с Гришинским и на востоке с Гвардейским сельскими поселениями.
Площадь поселения 116,67 км².
Основная транспортная магистраль: 35К-001 Красноперекопск — Симферополь (по украинской классификации — Н-05).

## Население
| 2001  | 2014  | 2015  | 2016  | 2017  | 2018  | 2019  |
| ----- | ----- | ----- | ----- | ----- | ----- | ----- |
| 2443  | ↘2028 | ↗2033 | ↘2018 | ↘1996 | ↗1999 | ↘1978 |
| 2020  | 2021  |       |       |       |       |       |
| ↘1969 | ↗2063 |       |       |       |       |       |

## Состав сельского поселения
Поселение включает 3 населённых пункта:
| № | Населённый пункт | Тип населённого пункта | Население на 2014 год |
| - | ---------------- | ---------------------- | --------------------- |
| 1 | Войково          | село, центр            | ↘1694                 |
| 2 | Дмитровка        | село                   | ↘143                  |
| 3 | Открытое         | село                   | ↘191                  |